# 복선군
복선군 이남(福善君 李柟, 1647년 9월 23일(음력 8월 25일) ~ 1680년 5월 10일(음력 4월 12일))은 조선의 왕족으로, 인조의 손자이자 인평대군의 다섯째 아들이다.

## 생애

### 출생과 입궁
1647년(인조 25년) 8월 25일, 인조의 셋째 아들인 인평대군과 오단의 딸인 복천부부인 오씨의 다섯째 아들로 태어났다. 인평대군과 효종의 우애가 돈독하였기 때문에 효종 또한 인평대군의 아들들을 총애하였다.
1658년(효종 9년), 아버지 인평대군과 어머니 복천부부인이 잇달아 죽자, 효종은 어린 나이에 부모를 잃은 인평대군의 자녀들을 입궁시켜 궁궐에서 양육하게 하였다. 동생인 복평군과, 여동생 2명과 함께 궁중에서 성장하였다. 이로인해 사촌인 현종과는 매우 두텁게 지냈다.
형인 복창군(福善君), 동생 복평군(福平君)과 함께 삼복(三福)이라 불리며 왕실의 종친으로서 위세를 떨쳤으나 숙종의 어머니인 명성왕후와 외조부 김우명은 삼복 형제를 경계하였다. 또한 복선군의 외가인 동복 오씨가 정치적으로 남인이었으므로 명성왕후를 주축으로 하는 서인과 대립하였다.
형인 복창군, 동생 복평군에 비해 행동거지가 바르고 현명하여 서인의 견제를 받게 되었다.

### 최후
1680년(숙종 6년), 경신환국 당시 허견 등과 함께 삼복의 옥에 연루되어 복선군을 왕으로 옹립하려 한다는 고변으로 인해 유배되고, 4월 12일 교수형에 처해졌다.
시신은 경기도 광주군 언주면 비정동(후일의 서울특별시 강남구 논현동)에 매장되었다. 1864년(고종 1년) 고종 즉위 직후 고종에 의해 복작되었다. 고종은 그의 형 복녕군 욱의 가계상 7대손이 된다.

## 가족 관계
| - 조부 : 인조(仁祖, 1595~1649) - 조모 : 인열왕후 한씨(仁烈王后 韓氏, 1594~1635) - 아버지 : 인평대군(麟坪大君, 1622~1658) - 외조부 : 오단(吳端, 1592~1640) - 외조모 : 청송 심씨(靑松 沈氏, 1592~1672) - 어머니 : 복천부부인(福川府夫人) 동복 오씨(同福 吳氏, 1622~1658) - 형 : 복녕군(福寧君, 1639~1670) - 형 : 복창군(福昌君, 1641~1680) - 동생 : 복평군(福平君, 1648~1700) - 여동생 : 이금온(李金溫, 1654~?) - 여동생 : 정중만의 처 이씨 | - 부인 : 군부인(郡夫人) 양주 조씨(陽州 趙氏) - 조시형의 딸 - 양자 : 완릉군(完陵君) 이경(李烱) |

## 복선군이 등장하는 작품

### 드라마
- 《장희빈》 (2002년, KBS 한국방송공사, 배우 : 송용태)
- 《장옥정, 사랑에 살다》(2013년, SBS 서울방송, 배우 : 이형철)